# Кастель-дель-Монте (замок)

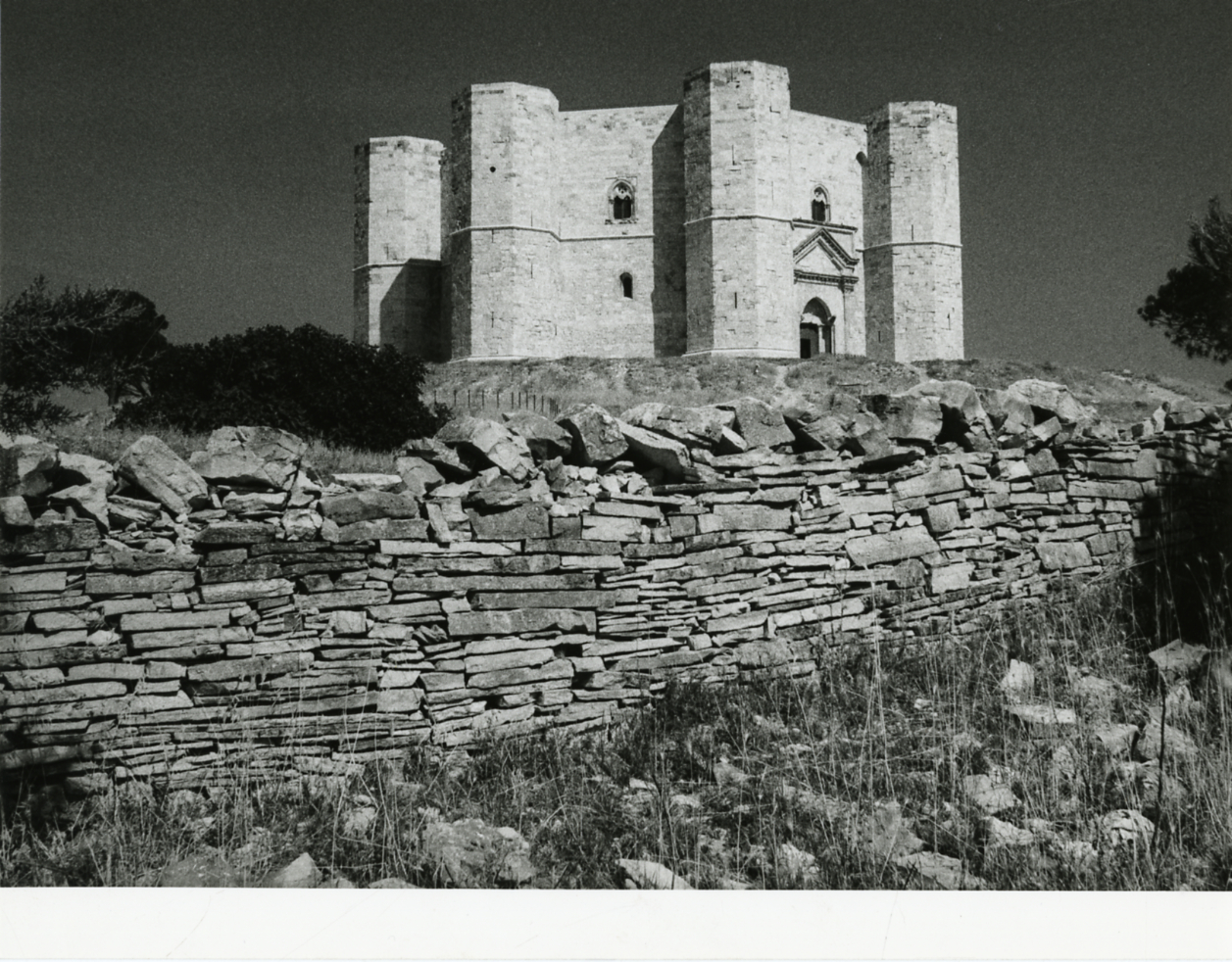
Замок у 1970 році (фотографія Паоло Монті)

Касте́ль-дель-Мо́нте (італ. Castel del Monte — «замок на горі») — замок на півдні Італії, за 16 км від міста Андрія, в місці під назвою «Terra di Bari». Видатна споруда часів імператора Фрідріха II Гогенштауфена і, як вважається сучасними істориками, мала сакральне призначення. Кастель-дель-Монте вважається одним з найвизначніших середньовічних споруд у світі.

## Історія
Будівництво замку почалося 25 січня 1240 року, цього дня Фрідріх II Гогенштауфен наказав підготувати всі необхідні будівельні матеріали для спорудження замку поряд з церквою Санта-Марія-дель-Монте (не збереглася). Щоправда деякі історики не підтверджують цієї дати та вважають, що на той час вже проходили роботи з накриття споруди. Так само остаточно нез'ясованим залишається ім'я архітектора. Деякі фахівці називають ім'я Ріккардо де Лентіні, тоді як більшість істориків схиляється до думки, що проект замку був розроблений самим Фрідріхом II.
Вважається, що замок було споруджено на руїнах попередніх фортець, спершу лангобардської, а пізніше норманської. Не виключено, що 1250 року, коли помер Фрідріх II, будівництво було ще не зовсім завершене.
У замку рідко проводилися святкові церемонії. Збереглися відомості про вінчання 1246 року принцеси Віоланти де Свевії, дочки Фрідріха II та Б'янки Ланчії, з графом Казерти Ріккардо Сансеверіно. Згодом замок стає центром землеволодінь, що належали спершу Орсіні дель Бальцо, графу Андрії, потім іспанському генералові Гонсало де Кордова, а з 1552 року — родині Карафа. З XVII століття замок тривалий час перебував у закинутому стані, було втрачено зовнішнє оздоблення та настінні орнаменти з мармуру. Замок було перероблено на в'язницю, потім на притулок для пастухів, розбійників, політичних біженців. 1876 року замок було викуплено в графа Ріккардо д'Андрія італійською державою за 25 000 лір. Стан замку був доволі жалюгідний, а реставраційні роботи почалися лише 1928 року. 1936 року замок було занесено до списку національних пам'яток..
1996 року замок було занесено до списку Світової спадщини ЮНЕСКО, за досконалість форми та гармонійне поєднання культурних елементів Північної Європи, ісламського світу та античності. Замок було визнано видатним зразком оборонної архітектири часів Середньовіччя..

## Опис
Замок має в своїй основі восьмикутник, на кожному з кутів якого споруджено також восьмикутні вежі. Висота зовнішньої стіни становить 10,3 м, а кожна вежа має в діаметрі 7,9 м. Внутрішній двір має форму неправильного восьмикутника, сторони якого мають довжину від 6,89 м до 7,83 м. Діаметр внутрішнього двору становить 17,85 м. А діаметр всього замку — 51,9 м. Висота веж становить 24 м, вони злегка вивищуються над стінами внутрішнього двору, що мають висоту 20,5 м..

## Гіпотези про призначення споруди
Незважаючи на те, що Кастель-дель-Монте зазвичай називають замком, точне призначення цієї споруди до кінця не з'ясоване. Кастель-дель-Монте не має типових елементів оборонної архітектури того часу, він не розташований в стратегічно важливому місці й, імовірно, непланувався як оборонна споруда. Деякі архітектурні особливості підтверджують тезу про те, що призначення замку було невійськовим. Так гвинтові сходи у вежах піднімаються в напрямку проти годинникової стрілки, що суперечить тогочасній практиці будівництва, адже в такому разі захисники замку, піднімаючись, мали б тримати зброю в лівій руці, що створювало б зайву незручність. Окрім того бійниці замку надто вузькі, аби їх можна було зручно використовувати для стрільби з лука.
Висувалася також гіпотеза про те, що замок був мисливським, проте вона спростовується відсутністю конюшень, типового елементу мисливських резиденцій.
Оскільки замок має багато символічних елементів (про це див. наступний розділ), висувалося припущення, що тут йдеться про культову споруду, своєрідний «храм знання», де можна у спокої присвятити свій час науковим дослідженням.
Легка асиметрія певних елементів замку дає можливість припустити, що ці відхилення були зроблені заради астрономічних спостережень.
У будь-якому разі замок Кастель-дель-Монте постає й сьогодні грандіозною спорудою, втіленням глибоких знань з математики та астрономії.

## Символізм споруди
Споруда замку має не лише точний план, а й чимало символічних елементів, які здавна захоплювали численних дослідників.
Восьмикутник, що є основою плану замку та формою багатьох його частин, має багато символічних інтерпертацій. Насамперед це геометрична фігура, що розглядається, як проміжна між колом (символ неба) та квадратом (символ землі) й вказує на єдність цих стихій. Вибір восьмикутнної основи замку, можливо, виник під впливом Купола Скелі в Єрусалимі, який Фрідріх II міг бачити під час Шостого хрестового походу. Так само тут можливий вплив Капелли Карла Великого в Ахені.
Архітектурний ансамбль замку багатий на астрологічні символи, його розташування вибране таким чином, що в день рівнодення та сонцестояння тіні від стін набувають особливого значення. Наприклад, ополудні в день осіннього рівнодення тінь від стін доходить рівно до кінця внутрішнього двору, а рівно через місяць вона покриває всі кімнати. Коли ж сонце сходить і сідає під час зимового та літнього сонцестояння, тінь утворєю чотирикутник із золотим перетином. Двічі на рік, 8 квітня та 8 жовтня, що вважався раніше восьмим місяцем, промінь сонця проходить крізь вікно південно-східної стіни й, перетнувши внутрішній двір, освітлює частину стіни, на якій розташований барельєф із зображенням жінки в грецькому одязі, яка приймала вітання від лицаря. Сюжет барельєфа інтерпертувався, як зустріч Землі зі своїм чоловіком Сонцем, який обіймає і запліднює її.
Треба зауважити, що споруда замку здалеку має форму корони, зокрема тої, якою був коронований Фрідріх II.
Високі стіни внутрішнього двору створюють враження криниці, яка в середньовіччі була символом знання.

## Галерея

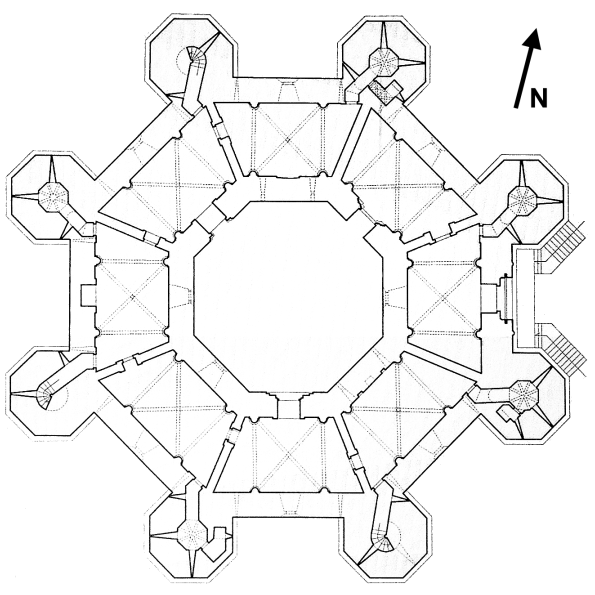
План замку
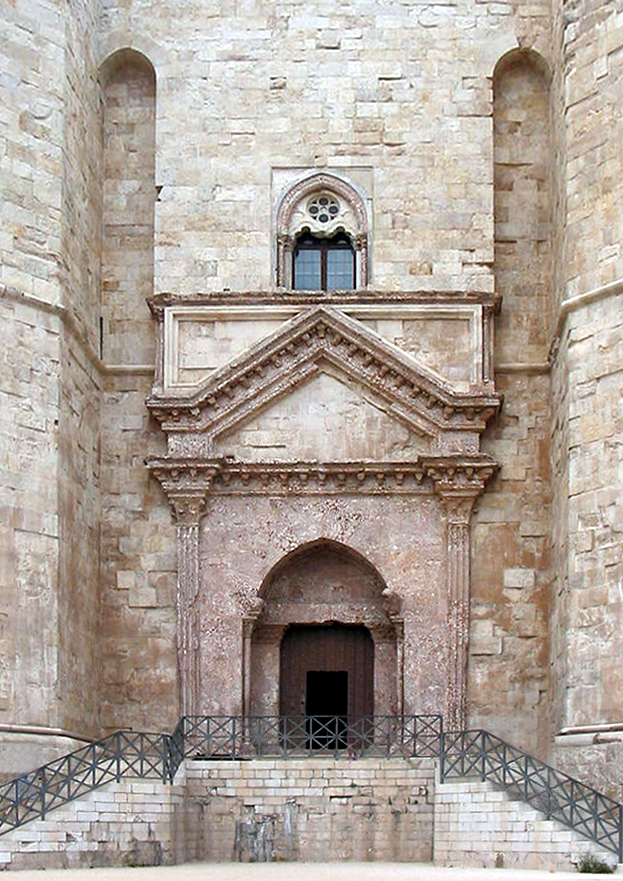
Зовнішні сходи та портал
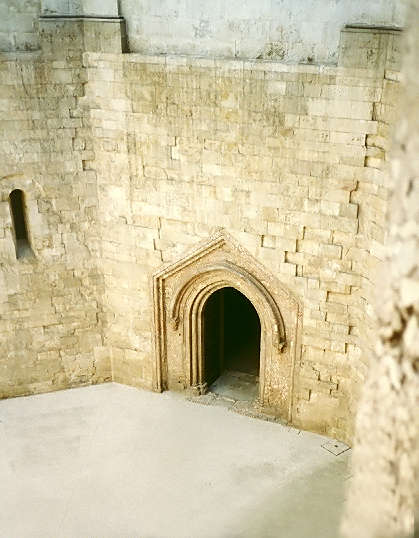
Вид на внутрішній двір
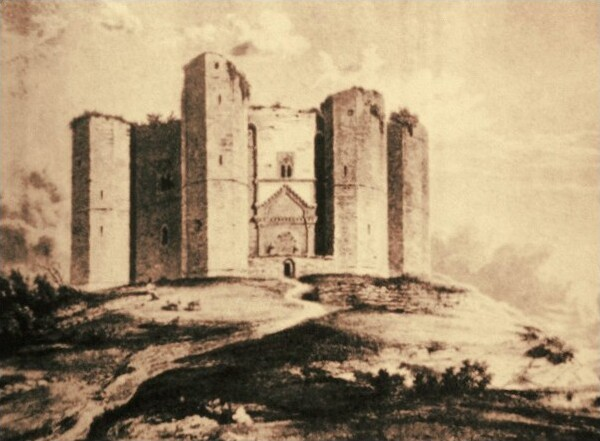
Замок на малюнку 1890 року
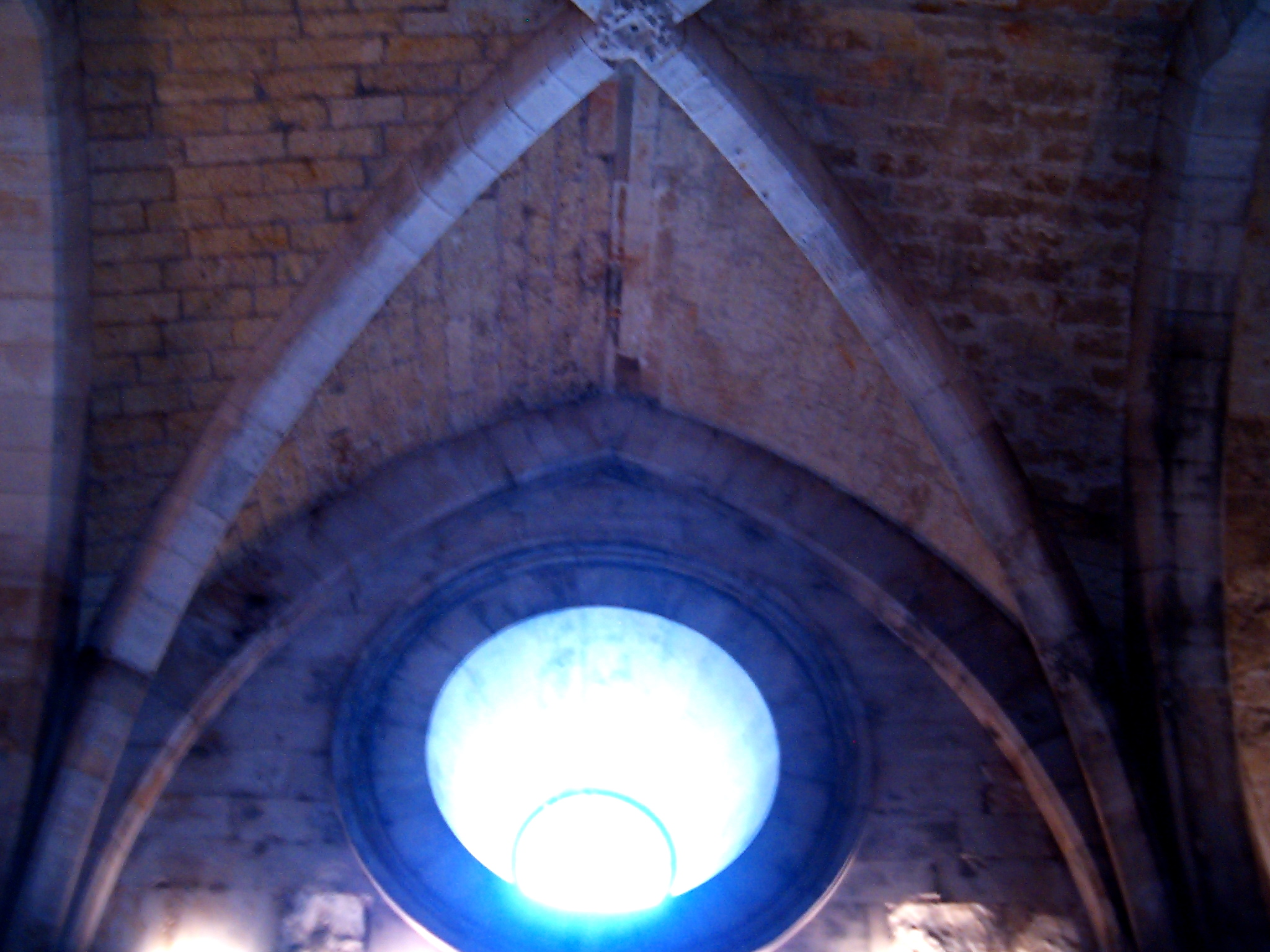
Одне з вікон замку
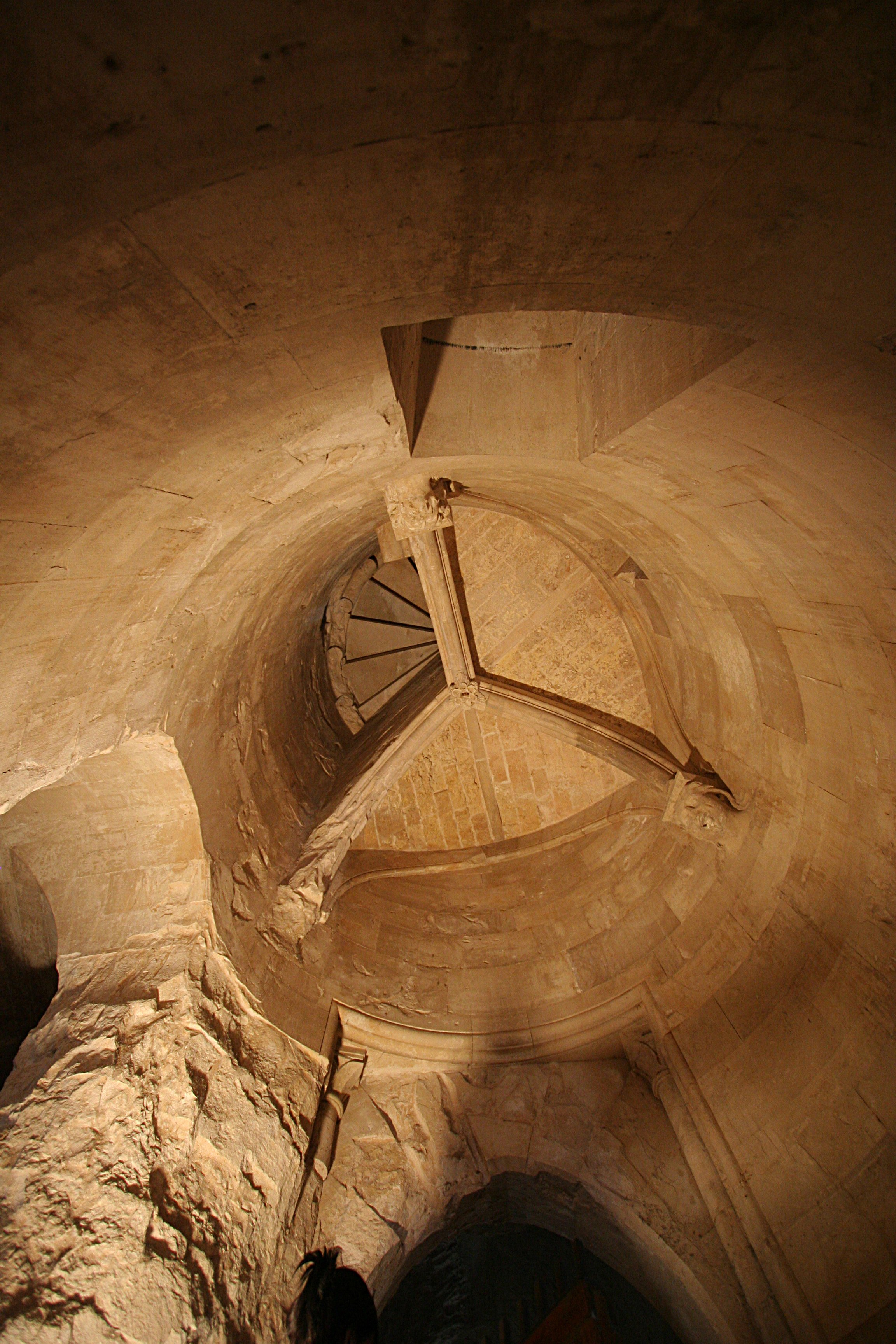
Сходова шахта
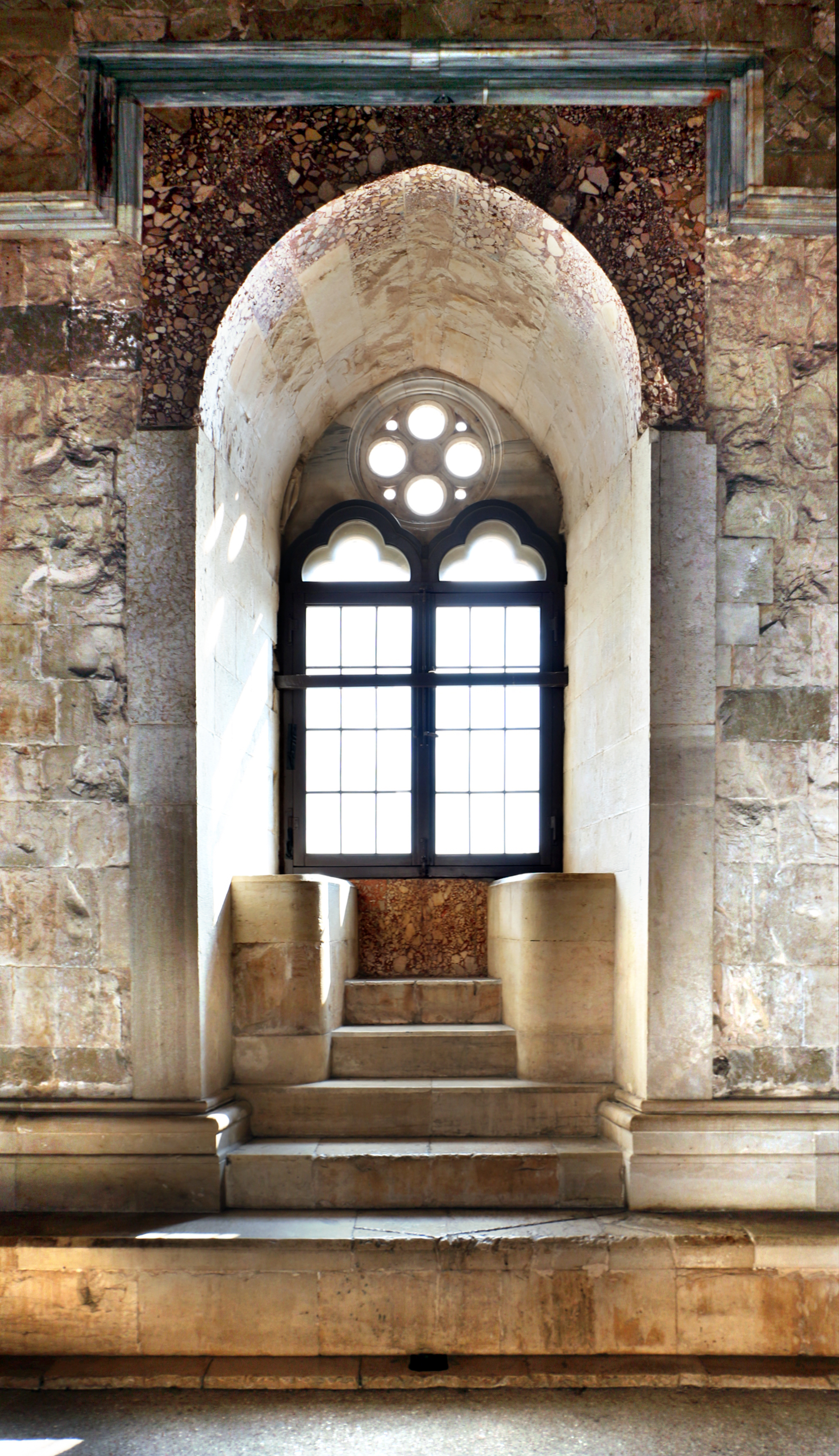
Тронне приміщення
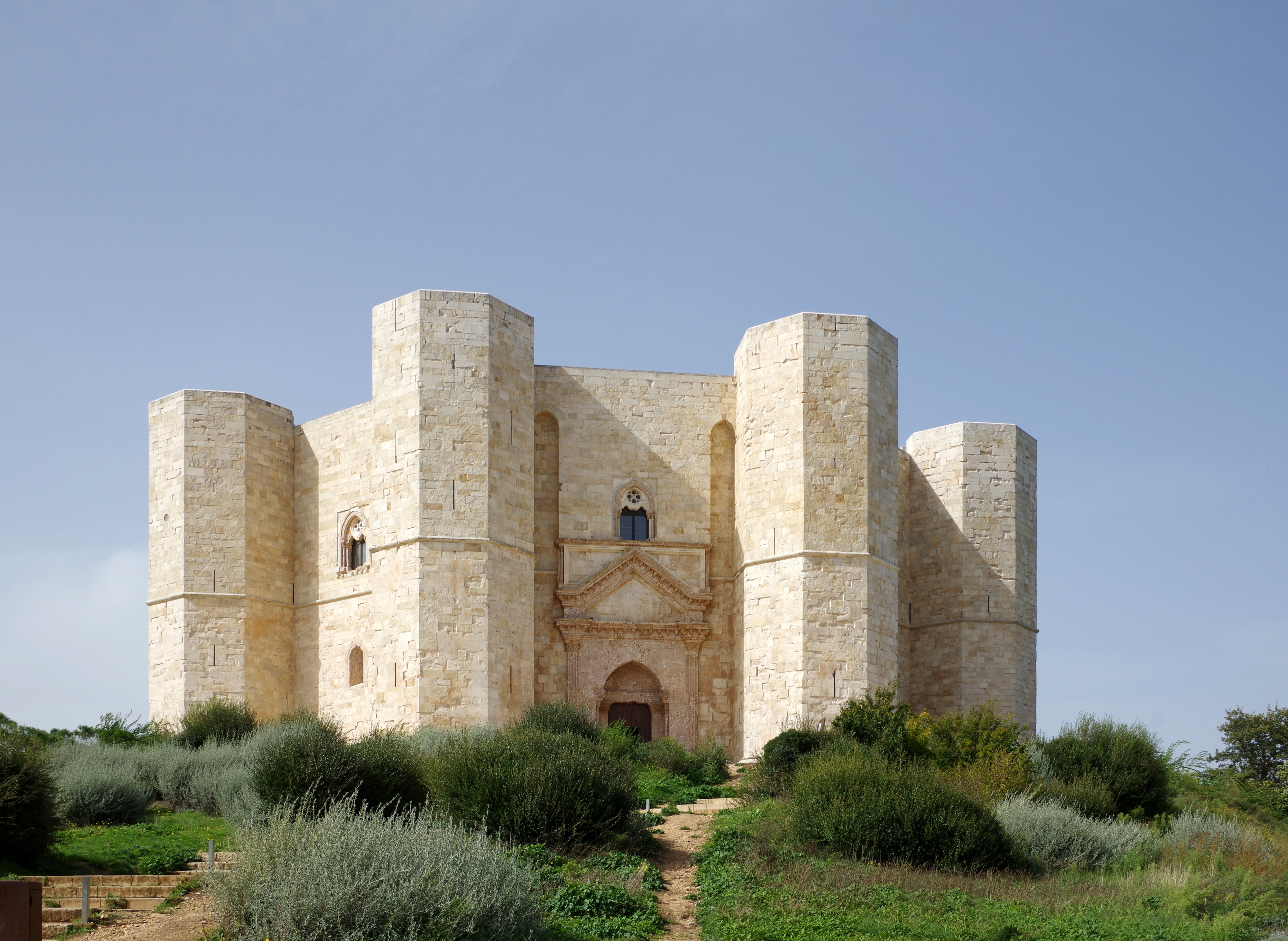
Замок на фото 1997 року